# Made (álbum de Big Bang)
Made (estilizado como MADE) é o terceiro álbum de estúdio pertencente ao grupo sul-coreano Big Bang. O seu lançamento ocorreu através de formato digital em 12 de dezembro de 2016 e em formato físico em 23 de dezembro de 2016 pela YG Entertainment. O álbum marca o retorno do grupo após uma pausa de três anos, além de se converter em seu primeiro álbum de estúdio coreano em oito anos. Antes do lançamento do álbum, quatro singles foram lançados pelo Big Bang durante o ano de 2015, com o intuito de se promover todas as suas faixas. Inicialmente previsto a ser comercializado como um álbum completo ainda no ano de 2015, Made teve seu lançamento adiado até dezembro do ano seguinte, onde recebeu a adição de mais canções. 
Made recebeu avaliações positivas da crítica especializada, sendo notado por sua diversidade de gêneros musicais utilizados, estando mais notadamente centrado no dance-pop, R&B, pop, hip hop e pop-rock, além de conter elementos de música eletrônica, trap e rock. Após o seu lançamento, o álbum atingiu tanto o topo da parada sul-coreana Gaon Album Chart, quanto das paradas estadunidenses Billboard World Albums e Billboard Heatseekers Albums, além da parada japonesa Oricon Albums Chart. Seu êxito comercial neste último, levou Made a receber uma certificação ouro pela Associação da Indústria de Gravação do Japão. Ademais, suas vendas na China, levaram Made a tornar-se um dos álbuns digitais mais vendidos de todos os tempos do país.   

## Antecedentes e desenvolvimento
Em novembro de 2008, o Big Bang lançou Remember, seu segundo álbum de estúdio coreano, nos anos seguintes, dois extended plays (EPs) foram lançados entre os anos de 2011 e 2012, como parte de sua discografia. Em seguida, com o lançamento do álbum de edição especial Still Alive (2012), o Big Bang realizou uma pausa em suas atividades como um grupo, a fim de concentrar-se em suas atividades individuais. Em janeiro de 2014, durante seu concerto intitulado Big Bang+α in Seoul, G-Dragon anunciou que o grupo retornaria com um álbum até o verão daquele mesmo ano. Entretanto, durante entrevista do grupo realizada ao The Straits Times no mês de setembro, foi revelado que o Big Bang ainda não estava satisfeito com o material que vinha produzindo e uma data para o lançamento do álbum não estava definida, além disso, Taeyang disse a revista Complex, que os membros estavam no processo de descobrir que estilo de música gostariam para o Big Bang.
Em março de 2015, a YG Entertainment passou a publicar imagens promocionais comunicando o retorno do grupo, que havia sido programado para ocorrer mais cedo, contudo, a dupla Jinusean pediu consentimento aos membros do Big Bang para realizar seu retorno primeiro. A dupla desculpou-se com os fãs do quinteto e comentou sobre o pedido dizendo: "Nós dissemos ao Big Bang: Sua música é tão boa, então você não acha que devemos sair primeiro e pegar o número um?. Eles concordaram e o cronograma foi definido". Em 1 de abril, foi revelado o projeto de retorno do Big Bang composto de quatro partes, com cada uma delas sendo lançada individualmente entre os meses de maio a agosto. Mais tarde, a YG Entertainment divulgou uma imagem a fim de anunciar Made como o título do álbum, além disso, detalhes adicionais foram revelados, como o lançamento de dois singles por mês sob cada letra da palavra Made e a data de lançamento oficial do álbum completo, contendo todos singles previamente lançados para 1 de setembro. Este tipo de lançamento incomum, com todas as canções do álbum tornando-se sua faixa título, teve o intuito do Big Bang conseguir promover melhor a lista de faixas de Made e não somente a canção principal, além disso, o grupo expressou o desejo de oferecer um presente a seus fãs coreanos devido seu período de três anos sem lançamentos como um grupo. Os singles nomeados como M,A, D, E, foram recebidos com aclamação de crítica e público. As canções retiradas dos quatro singles atingiram o topo da parada mensal pela Gaon Digital Chart, tornando o Big Bang, o primeiro artista a liderar a referida parada por quatro meses consecutivos.

[...] "É o lema do Big Bang fazer e mostrar coisas inesperadas. Honestamente, o álbum completo de Made foi um trabalho difícil para nós, pois estávamos comemorando nosso décimo aniversário e é nosso terceiro álbum completo, além disso, não temos certeza de quando voltaremos quando todos se alistarem".

— G-Dragon comentando sobre as dificuldades enfrentadas pelo Big Bang durante o processo de desenvolvimento de Made.
Em 18 de agosto do mesmo ano, foi comunicado o adiamento oficial do lançamento do álbum completo de Made, o que foi justificado pelo fato dos membros precisarem descansar após um período de quatro meses de promoções, além disso, o quinteto também decidiu adicionar mais canções a lista de faixas do álbum. No ano seguinte, o Big Bang encerrou sua segunda turnê mundial e dedicou-se a realizar diversos concertos pela Ásia. O iminente alistamento militar obrigatório de T.O.P foi considerado um fator que limitou o tempo de conclusão de Made, entretanto, foi acordado por T.O.P, que se o Big Bang não tivesse canções que considerasse suficientemente satisfatórias para concluir o projeto, Made não necessitaria ser lançado antes de sua partida para cumprir seu serviço militar. Em 19 de novembro de 2016, a YG Entertainment anunciou o lançamento de Made como um álbum completo, para a data de 12 de dezembro de 2016.

## Composição
Made é composto de uma mistura eclética de canções, que transitam entre diversos gêneros musicais. Ele foi descrito pelo Big Bang como um álbum que contém canções de performance e canções de "cores variadas", o que foi considerado um fator de liberdade para o grupo. De acordo com a Billboard, Made é o "testamento de como artistas de K-pop podem mostrar versatilidade na música e como é verdadeiramente difícil chamar o K-pop de um gênero". A Allmusic destacou que no álbum, "a mistura composta de dance-pop e R&B, uma marca registrada do Big Bang, foi misturada a influencias contemporâneas de música tropical e trap". O conteúdo lírico do álbum "introduziu um estilo mais maduro" para o grupo, porém "sem perder a imagem que haviam implementado através de lançamentos anteriores". Durante entrevista ao website Newsen, Taeyang comentou sobre o assunto dizendo:
| “ | Mais do que canções de amor, nos concentramos principalmente nas questões que nossa sociedade está enfrentando e como olhamos para a sociedade. Mesmo parecendo felizes, também temos nossas dificuldades, [por isso] gostaríamos de ter uma troca e nos simpatizar com estas coisas. | ” |

A versão final de Made é constituída por onze canções no total, o álbum apresenta "Fxxk It" como sua primeira faixa, uma canção baseada no hip hop e eletrônica, o qual inclui uma "fusão de batidas tropicais com sintetizadores". Suas letras expressam um sentimento de imaturidade e foram notadas por misturar letras sinceras com irônicas. "Last Dance" é uma canção lenta de pop-rock, que contém uma mensagem aos fãs do grupo bem como uma reflexão sobre uma década de existência do Big Bang. "Girlfriend" é uma faixa de hip hop, que retorna aos trabalhos iniciais do quinteto, enquanto liricamente expressa os pensamentos dos membros acerca de seus fãs. "Let's Not Fall in Love" apresenta uma atmosfera de electropop que contém um clássico som dance. Sua instrumentação inclui ainda melodias acústicas e sintetizadores indefinidos. A faixa trata sobre "as pressões e preocupações de começar um novo relacionamento" e a "dor potencial que acompanha o risco de abrir-se para alguém". "Loser" que descreve os sentimentos de "dúvida e infelicidade que acompanham a vida cotidiana de um autoproclamado perdedor", é uma canção baseada no R&B e que possui a "marca do hip hop emocional" do grupo. Enquanto "Bae Bae", que também é uma canção pertencente aos gêneros hip hop e R&B, foi observada por "pegar o popular gênero trap, e transformá-lo em um K-pop com sinais de música eletrônica e amostras bizarras". Adicionalmente, sua composição se relaciona a referências sexuais.
A sétima faixa de Made, "Bang Bang Bang", apresenta musicalmente um ritmo agitado de uma "moderna e explosiva EDM", o qual atrai um som trap que se interrompe em seu refrão, sendo considerada um "hino de festa". Diferenciando-se dos lançamentos habituais do Big Bang, a canção "Sober" deriva do rock eletrônico e do pop-punk, sua instrumentação se utiliza de som de guitarras misturadas com percussão, entregando "um som de rock de alta energia". "If You", uma canção sem o habitual rap realizado nas canções do grupo, é uma canção pop de balada, centrada ao redor do dedilhar de um violão, suas letras retratam a perda de um amor. "Zutter" executada unicamente pela dupla GD&TOP, é uma canção baseada no hip hop que contém elementos de trap. Suas letras foram notadas como uma "reverência a si mesmos", onde a canção assume um "tom de autoridicularização". A última canção do álbum, "We Like 2 Party", é uma faixa de tempo mediano, que possui uma melodia considerada "alegre" e relaxante.

## Lançamento
Made foi lançado através de formato digital em 12 de dezembro de 2016, composto por onze canções. Posteriormente, ocorreu seu lançamento em formato físico nas edições limitada e regular, em 23 de dezembro e 5 de janeiro de 2017, respectivamente. As edições limitada e regular do álbum, contém um livreto de 96 páginas, uma moldura de quadro (feita em material de papel na edição regular), um cartão de foto e um folheto de quebra-cabeça com um cartão.
Já a edição japonesa de Made lançada em 15 de janeiro de 2017, contém as versões em língua japonesa de "Loser", "Bang Bang Bang" e "If You", totalizando dessa forma catorze faixas. O álbum foi comercializado através dos formatos CD, CD+DVD, CD+blu-ray e por playbuttons com capas individuais para os cinco membros. As edições de CD+DVD e CD+blu-ray, contém vídeos musicais de canções do álbum e a apresentação do Big Bang no festival japonês A-Nation de 2016. Além disso, também possuem versões que incluem um livro de fotos do grupo.

## Promoção

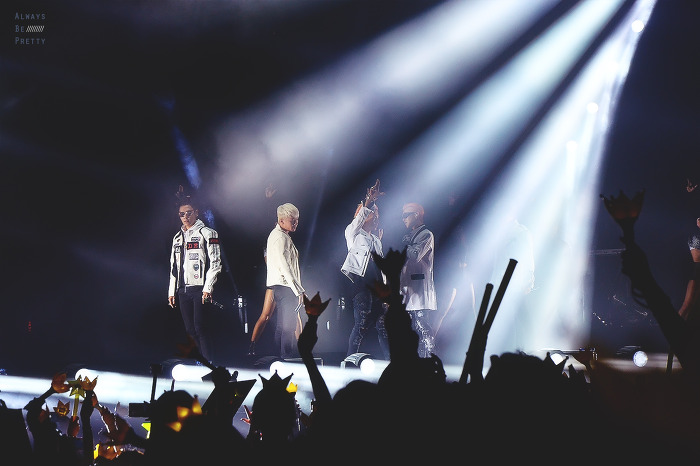
Big Bang durante concerto realizado em 26 de junho de 2015 em Dalian, China, pela Made World Tour.

Após o anúncio do lançamento de Made em 19 de novembro de 2016, a YG Entertainment passou a divulgar diversas imagens promocionais. Entre os dias 6 a  8 de dezembro, foram divulgados o lançamento dos singles "Fxxk It" e "Last Dance", além da inclusão da faixa "Girlfriend", completando assim a lista de canções do álbum. Uma hora antes do lançamento oficial de Made em 12 de dezembro, o Big Bang realizou um evento ao vivo produzido através do aplicativo "V" do portal Naver, em comemoração a seu primeiro álbum completo em oito anos. Esta transmissão que serviu para o grupo apresentar as novas canções a integrarem Made, atraiu mais de 1,5 milhões de espectadores.
As atividades promocionais de Made levaram a participação do Big Bang em programas de variedades sul-coreanos da emissora MBC, que incluiu dois episódios do talk show Radio Star e dos programas Infinite Challenge e Weekly Idol. Além disso, o grupo de se apresentou no festival de fim de ano SBS Gayo Daejeon promovido pela SBS em 2016. Suas apresentações de retorno nos programas de música, ocorreram a partir de 18 de dezembro do mesmo ano através do Inkigayo, com os singles "Fxxk It" e "Last Dance".

### Made World Tour
Uma turnê com a função de promover o álbum foi anunciada em 1 de abril de 2015, contendo informações sobre suas duas primeiras apresentações a serem realizadas em 25 e 26 de abril em Seul, Coreia do Sul. Posteriormente em 16 de abril, o trailer oficial da turnê nomeada como Made World Tour, foi lançado através de um vídeo no canal oficial do Big Bang pela plataforma de vídeos Youtube. Em 27 de abril, parte da etapa asiática foi anunciada contendo um total de trinta apresentações. Mais tarde no mês de julho, datas adicionais para a América do Norte e Oceania foram divulgadas completando o restante de locais a receberem a Made World Tour.
A turnê encerrou-se com aclamação da crítica e de público, em 6 de março de 2016 em Seul, com 66 concertos realizados para um público total de mais de 1,500,000 milhão de pessoas, tornando-a maior turnê já realizada por um artista coreano e estabelecendo recordes de público para um artista coreano ou estrangeiro em diversos países no qual a Made World Tour foi realizada.

## Recepção

### Crítica profissional
| Críticas profissionais | Críticas profissionais |
| Avaliações da crítica  | Avaliações da crítica  |
| Fonte                  | Avaliação              |
| ---------------------- | ---------------------- |
| IZM                    | 3 de 5 estrelas.       |
| The Straits Times      | 4 de 5 estrelas.       |
| The Star               | 8/10                   |

Made foi escolhido como um dos melhores álbuns coreanos de 2016 pela Billboard, que elogiou a diversidade de gêneros utilizados no álbum, declarando que "seu valor como um trabalho independente é inegável" e saudou o Big Bang como "um dos artistas mais amados universalmente da cena [K-pop]". Em sua avaliação sobre Made para a Fuse, Jeff Benjamin considerou o álbum como um "exemplificativo de sua carreira", destacando como ele solidifica o talento e a personalidade do grupo.
Chester Chin, da publicação The Star deu uma pontuação 8 de uma escala de 10 para Made, descrevendo-o como "coeso e forte". O álbum foi escolhido como o melhor álbum coreano lançado em dezembro de 2016, pelo serviço de música KKBox, o qual nomeou Made como de um "retorno forte" do Big Bang e destacou "Last Dance" como a canção que torna os ouvintes fascinados.

## Singles
- "M" foi lançado em 1 de maio de 2015, através dos formatos CD e download digital. O single é composto pelas canções "Loser" e "Bae Bae" e marca o retorno do Big Bang após uma pausa de três anos. Em termos comerciais, "M" atingiu o topo da parada sul-coreana Gaon Album Chart obtendo vendas de 130 mil cópias com seis dias de sua pré-venda no mês de abril.[50] Na China, seu lançamento ultrapassou vendagem de quinhentas mil cópias digitais.[51] Desempenho semelhante foi alcançado pelas canções "Loser" e "Bae Bae", que conquistaram as posições de número um e dois, respectivamente, na parada sul-coreana Gaon Digital Chart[52] e na parada estadunidense Billboard World Digital Songs,[53] mais tarde, ambas venceram o prêmio de Canção do Ano nas premiações sul-coreanas, com "Loser" recebendo o prêmio no Golden Disc Awards[54] e "Bae Bae" no Korean Music Awards.[55]

- "A" foi lançado em 1 de junho de 2015, através de CD e download digital.  O single é composto pelas canções "Bang Bang Bang" e "We Like 2 Party" e seu formato físico contém a adição das canções pertencentes a "M". Após o seu lançamento, "A" posicionou-se em seu pico de número dois na sul-coreana Gaon Album Chart[56] e na China obteve vendas de 855,187 mil cópias digitais.[57] Suas canções "Bang Bang Bang" e "We Like 2 Party" atingiram as posições de número um e três, respectivamente, na sul-coreana Gaon Digital Chart[58] e de número um e dois, também respectivamente, na estadunidense Billboard World Digital Songs.[59] Além disso, "Bang Bang Bang" venceu o prêmio de Canção do Ano pela premiação sul-coreana Mnet Asian Music Awards[60] e figurou no topo da lista de canções mais vendidas em formato digital da Coreia do Sul em 2015.[61]

- "D" foi lançado em 1 de julho de 2015, através de CD e download digital.  O single é composto pelas canções "If You" e "Sober" e seu formato físico contém a adição das canções pertencentes a "M" e "A". Comercialmente, o single obteve êxito ao liderar a sul-coreana Gaon Album Chart[62] e a parada japonesa Oricon Western Albums Chart.[63] Na China as vendas de "D" atingiram 1,340,664 milhão de cópias digitais.[64] Suas canções "If You" e "Sober", atingiram as posições de número um e dois, respectivamente, na sul-coreana Gaon Digital Chart[65] e de número dois e três, também respectivamente, na estadunidense Billboard World Digital Songs.[66] Além disso, "If You" tornou-se uma das canções digitais mais vendidas de todos os tempos na plataforma de música chinesa KuGou, ao obter vendagem de 3,6 milhões de cópias em 2015.[67]

- "E" foi lançado como o último single a preceder Made, o que ocorreu em 5 de agosto de 2015, através de CD e download digital.  O single é composto pelas canções "Zutter" e "Let's Not Fall in Love" e seu formato físico contém a adição de canções lançadas por meio dos singles anteriores "M", "A" e "D". Seu lançamento atingiu o topo da sul-coreana Gaon Album Chart[68], tornando-se o terceiro single do Big Bang em 2015, a alcançar tal feito. Na China, "E" obteve vendas de 1,437,038 milhão de cópias digitais,[69] o que o converteu no single do Big Bang mais vendido do ano no país. Suas canções "Let's Not Fall in Love" e "Zutter", atingiram simultaneamente as posições de número um e dois, respectivamente, na sul-coreana Gaon Digital Chart e na estadunidense Billboard World Digital Songs.[70][71]

- "Fxxk It" foi escolhido juntamente com "Last Dance", a integrar a lista de faixas completa de Made e a tornar-se um single do álbum em 12 de dezembro de 2016, por meio de download digital. Seu lançamento ocorreu conjuntamente com o formato digital do álbum. O single recebeu análises positivas da crítica especializada, por meio do qual a canção foi notada pelo seu apelo internacional.[20] A canção obteve êxito comercial atingindo o topo da sul-coreana Gaon Digital Chart,[72] além disso, "Fxxk It" levou o Big Bang a realizar sua primeira entrada no Canadá através da Canadian Hot 100[73] e posicionou-se em número dois na estadunidense Billboard World Digital Songs.[74]

- "Last Dance" foi divulgada juntamente com "Fxxk It". O single foi lançado em 12 de dezembro de 2016, através de download digital. "Last Dance" foi bem recebido pela crítica especializada, sendo descrita como uma canção "emocionalmente sugestiva".[22] Após o seu lançamento, obteve pico de número dois na sul-coreana Gaon Digital Chart[72] e de número três na estadunidense Billboard World Digital Songs.[74]

## Lista de faixas
| N.º            | Título                                                                 | Letras                            | Música                                  | Arranjos             | Duração |  |
| 1.             | "Fxxk It" (에라 모르겠다; Era Moreugedda)                              | Teddy Park, G-Dragon, T.O.P       | Teddy Park, G-Dragon, R.Tee             | Teddy Park, R.Tee    | 4:04    |  |
| 2.             | "Last Dance"                                                           | G-Dragon, T.O.P, Taeyang          | G-Dragon, Jeon Yong Jun                 | Seo Won Jin, 24      | 4:57    |  |
| 3.             | "Girlfriend"                                                           | Teddy Park, G-Dragon, T.O.P       | Teddy Park, G-Dragon, Choice37          | Teddy Park, Choice37 | 3:49    |  |
| 4.             | "Let's Not Fall in Love" (우리 사랑하지 말아요; Uri Saranghaji Marayo) | Teddy Park, G-Dragon              | Teddy Park, G-Dragon                    | Teddy Park           | 3:32    |  |
| 5.             | "Loser"                                                                | Teddy Park, T.O.P, G-Dragon       | Teddy Park, Taeyang                     | Teddy Park           | 3:39    |  |
| 6.             | "Bae Bae"                                                              | G-Dragon, Teddy Park, T.O.P       | Teddy Park, G-Dragon, T.O.P             | Teddy Park           | 2:49    |  |
| 7.             | "Bang Bang Bang" (뱅뱅뱅)                                              | Teddy Park, G-Dragon, T.O.P       | Teddy Park, G-Dragon                    | Teddy Park           | 3:40    |  |
| 8.             | "Sober" (맨정신; Maenjeongsin)                                         | Teddy Park, G-Dragon, T.O.P       | Teddy Park, Choice37, G-Dragon          | Teddy Park, Choice37 | 3:57    |  |
| 9.             | "If You"                                                               | G-Dragon                          | G-Dragon, P.K, Dee.P                    | P.K, Dee.P           | 4:24    |  |
| 10.            | "Zutter (GD&TOP)" (쩔어; Jjeoreo)                                      | G-Dragon, Teddy Park, T.O.P       | Teddy Park, G-Dragon, T.O.P             | Teddy Park           | 3:14    |  |
| 11.            | "We Like 2 Party"                                                      | Teddy Park, Kush, G-Dragon, T.O.P | Teddy Park, Kush, Seo Won-jin, G-Dragon | Teddy Park, Kush     | 3:16    |  |
| Duração total: | Duração total:                                                         | Duração total:                    | Duração total:                          | Duração total:       | 40:53   |  |

| Edição japonesa |                                           |                                        |                                         |                      |         |  |
| N.º             | Título                                    | Letras                                 | Música                                  | Arranjos             | Duração |  |
| 1.              | "Loser" (versão japonesa)                 | Teddy Park, T.O.P, G-Dragon, Sunny Boy | Teddy Park, Taeyang                     | Teddy Park           | 3:41    |  |
| 2.              | "Bang Bang Bang" (versão japonesa)        | Teddy Park, G-Dragon, T.O.P, Verbal    | Teddy Park, G-Dragon                    | Teddy Park           | 3:42    |  |
| 3.              | "If You" (versão japonesa)                | G-Dragon, Shoko Fujibayashi            | G-Dragon, P.K, Dee.P                    | P.K, Dee.P           | 3:53    |  |
| 4.              | "Fxxk It" (versão coreana)                | Teddy Park, G-Dragon, T.O.P            | Teddy Park, G-Dragon, R.Tee             | Teddy Park, R.Tee    | 4:04    |  |
| 5.              | "Last Dance" (versão coreana)             | G-Dragon, T.O.P, Taeyang "Sol"         | G-Dragon, Jeon Yong Jun                 | Seo Won Jin, 24      | 4:41    |  |
| 6.              | "Girlfriend" (versão coreana)             | Teddy Park, G-Dragon, T.O.P            | Teddy Park, G-Dragon, Choice37          | Teddy Park, Choice37 | 3:51    |  |
| 7.              | "Let's Not Fall in Love" (versão coreana) | Teddy Park, G-Dragon                   | Teddy Park, G-Dragon                    | Teddy Park           | 3:34    |  |
| 8.              | "Loser" (versão coreana)                  | Teddy Park, T.O.P, G-Dragon            | Teddy Park, Taeyang                     | Teddy Park           | 3:40    |  |
| 9.              | "Bae Bae" (versão coreana)                | G-Dragon, Teddy Park, T.O.P            | Teddy Park, G-Dragon, T.O.P             | Teddy Park           | 2:50    |  |
| 10.             | "Bang Bang Bang" (versão coreana)         | Teddy Park, G-Dragon, T.O.P            | Teddy Park, G-Dragon                    | Teddy Park           | 3:41    |  |
| 11.             | "Sober" (versão coreana)                  | Teddy Park, G-Dragon, T.O.P            | Teddy Park, Choice37, G-Dragon          | Teddy Park, Choice37 | 3:58    |  |
| 12.             | "If You" (versão coreana)                 | G-Dragon                               | G-Dragon, P.K, Dee.P                    | P.K, Dee.P           | 4:25    |  |
| 13.             | "Zutter (GD&TOP)" (versão coreana)        | G-Dragon, Teddy Park, T.O.P            | Teddy Park, G-Dragon, T.O.P             | Teddy Park           | 3:16    |  |
| 14.             | "We Like 2 Party" (versão coreana)        | Teddy Park, Kush, G-Dragon, T.O.P      | Teddy Park, Kush, Seo Won-jin, G-Dragon | Teddy Park, Kush     | 3:18    |  |
| Duração total:  | Duração total:                            | Duração total:                         | Duração total:                          | Duração total:       | 53:02   |  |

| Conteúdo da edição CD+DVD e CD+blu-ray japonesa |                                                          |         |  |
| N.º                                             | Título                                                   | Duração |  |
| 1.                                              | "Loser" (Vídeo musical versão japonesa)                  |         |  |
| 2.                                              | "Bang Bang Bang" (Vídeo musical versão japonesa)         |         |  |
| 3.                                              | "Fxxk It" (Vídeo musical versão coreana)                 |         |  |
| 4.                                              | "Last Dance" (Vídeo musical versão coreana)              |         |  |
| 5.                                              | "Let's Not Fall in Love" (Vídeo musical versão coreana)  |         |  |
| 6.                                              | "Loser" (Vídeo musical versão coreana)                   |         |  |
| 7.                                              | "Bae Bae" (Vídeo musical versão coreana)                 |         |  |
| 8.                                              | "Bang Bang Bang" (Vídeo musical versão coreana)          |         |  |
| 9.                                              | "Sober" (Vídeo musical versão coreana)                   |         |  |
| 10.                                             | "Zutter" (Vídeo musical versão coreana)                  |         |  |
| 11.                                             | "We Like 2 Party" (Vídeo musical versão coreana)         |         |  |
| 12.                                             | "Fxxk It -KR Ver.-_Behind The Scenes" (Bônus)            |         |  |
| 13.                                             | "Last Dance -KR Ver.-_Behind The Scenes" (Bônus)         |         |  |
| 14.                                             | "Bang Bang Bang" (a-nation stadium fes. 2016)            |         |  |
| 15.                                             | "Tonight" (a-nation stadium fes. 2016)                   |         |  |
| 16.                                             | "Hands Up" (a-nation stadium fes. 2016)                  |         |  |
| 17.                                             | "-MC-" (a-nation stadium fes. 2016)                      |         |  |
| 18.                                             | "If You" (a-nation stadium fes. 2016)                    |         |  |
| 19.                                             | "Bad Boy" (a-nation stadium fes. 2016)                   |         |  |
| 20.                                             | "-MC-" (a-nation stadium fes. 2016)                      |         |  |
| 21.                                             | "Feeling" (a-nation stadium fes. 2016)                   |         |  |
| 22.                                             | "Fantastic Baby" (a-nation stadium fes. 2016)            |         |  |
| 23.                                             | "Sober -KR Ver.-" (a-nation stadium fes. 2016)           |         |  |
| 24.                                             | "-MC-" (a-nation stadium fes. 2016)                      |         |  |
| 25.                                             | "My Heaven" (a-nation stadium fes. 2016)                 |         |  |
| 26.                                             | "We Like 2 Party -KR Ver.-" (a-nation stadium fes. 2016) |         |  |
| 27.                                             | "Koe wo Kikasete" (a-nation stadium fes. 2016)           |         |  |
| 28.                                             | "Bae Bae -KR Ver.-" (a-nation stadium fes. 2016)         |         |  |

## Desempenho nas paradas musicais
Made foi disponibilizado para pré-venda em 8 de de dezembro de 2016. Na plataforma de música chinesa QQ Music, o álbum obteve uma pré-venda de 170 mil cópias em apenas um dia. Posteriormente, em seu primeiro dia de lançamento digital na China, Made conquistou uma vendagem combinada pelas três principais plataformas de música chinesas, QQ Music, KuGou e Kuwo de 1,113,494 milhão de cópias. Até março de 2017, o álbum já havia ultrapassado vendas combinadas de 2,8 milhões de cópias pelas três supracitadas plataformas, tornando Made, um dos álbuns digitais mais vendidos na história da China. Mundialmente, o lançamento em formato digital do álbum atingiu o topo do iTunes Top Albums de dezenove países em 24 horas.
Na Coreia do Sul, a edição limitada do álbum lançada em 23 de dezembro de 2016, posicionou-se em número dois na parada Gaon Album Chart, obtendo vendas de cem mil cópias. Em 5 de janeiro de 2017, a sua edição regular foi lançada e a mesma alcançou o topo da mesma parada. No Japão, a edição coreana de Made posicionou-se em número 23 na Oricon Albums Chart com vendas de 2,538 mil cópias. Em 15 de fevereiro de 2017, o álbum foi oficialmente lançado no país e obteve um desempenho êxito. O material posicionou-se no topo da parada diária da Oricon Albums Chart atingindo vendas, de acordo com a Soundscan Japan, de 76,668 mil cópias. Mais tarde, o álbum também liderou a sua respectiva parada semanal com vendagem de 101,364 mil cópias, levando Made a tornar-se o quarto álbum do Big Bang a alcançar o topo da Oricon.
Nos Estados Unidos, o álbum estreou em seu pico de número 172 na parada Billboard 200, levando o grupo a entrar pela segunda vez na referida parada. Made obteve vendas equivalentes a seis mil cópias em sua primeira semana de lançamento no país, dos quais quatro mil, originaram-se de vendas tradicionais do álbum. Além disso, Made atingiu o topo das paradas Billboard World Albums e Billboard Heatseekers Albums.
| Paradas (2016–17)                             | Melhor posição |
| --------------------------------------------- | -------------- |
| Coreia do Sul (Gaon Weekly Albums Chart)      | 1              |
| Coreia do Sul (Gaon Monthly Albums Chart)     | 1              |
| Estados Unidos (Billboard World Albums)       | 1              |
| Estados Unidos (Billboard Heatseekers Albums) | 1              |
| Estados Unidos (Billboard Digital Albums)     | 24             |
| Estados Unidos (Billboard 200)                | 172            |
| Japão (Billboard Japan Top Albums Sales)      | 1              |
| Japão (Billboard Japan Hot Albums)            | 1              |
| Japão (Oricon Weekly Digital Albums Chart)    | 1              |
| Japão (Oricon Weekly Albums Chart)            | 1              |
| Reino Unido (OCC Download Albums)             | 67             |
| Taiwan (G-Music Weekly Albums)                | 1              |

| Parada (2016)                            | Melhor posição |
| ---------------------------------------- | -------------- |
| Coreia do Sul (Gaon Albums Chart)        | 24             |
| Parada (2017)                            | Melhor posição |
| Coreia do Sul (Gaon Albums Chart)        | 20             |
| Estados Unidos (Billboard World Albums)  | 6              |
| Japão (Billboard Japan Top Albums Sales) | 33             |
| Japão (Billboard Japan Hot Albums)       | 55             |
| Japão (Oricon Albums Chart)              | 32             |

### Certificações
| País  | Provedor | Certificação | Vendas   |
| ----- | -------- | ------------ | -------- |
| Japão | RIAJ     | Ouro         | 100,000+ |

## Prêmios e indicações
| Ano  | Prêmio                        | Categoria                                     | Resultado | Ref.    |
| ---- | ----------------------------- | --------------------------------------------- | --------- | ------- |
| 2015 | Mnet Asian Music Awards       | Álbum do Ano                                  | Indicado  | [ 106 ] |
| 2016 | Gaon Chart Awards             | Álbum do Ano (4° trimestre)                   | Indicado  | [ 107 ] |
| 2016 | Abilu Music Awards            | Álbum Internacional Anual - Japonês / Coreano | Venceu    | [ 108 ] |
| 2017 | RTHK International Pop Awards | Álbum Mais Vendido                            | Venceu    | [ 109 ] |
| 2017 | Melon Music Awards            | Álbum do Ano                                  | Indicado  | [ 110 ] |
| 2018 | Japan Gold Disc Award         | Melhores 3 Álbuns (Ásia)                      | Venceu    | [ 111 ] |

## Histórico de lançamento
| Região        | Data                                     | Formato                           | Gravadora                 |
| ------------- | ---------------------------------------- | --------------------------------- | ------------------------- |
| Mundo         | 12 de dezembro de 2016                   | Download digital                  | YG Entertainment          |
| Coreia do Sul | 23 de dezembro de 2016 (Edição limitada) | CD                                | YG Entertainment KT Music |
| Coreia do Sul | 5 de janeiro de 2017 (Edição regular)    | CD                                | YG Entertainment KT Music |
| Taiwan        | 6 de janeiro de 2017                     | CD                                | Warner Music Taiwan       |
| Japão         | 15 de fevereiro de 2017                  | CD CD+ DVD CD+ blu-ray playbutton | YGEX                      |